# Obama, Fukui
Obama (tiếng Nhật: 小浜市, Obama-shi) là một thành phố của Nhật Bản, nằm trong tỉnh Fukui. Thành phố nằm bên vịnh Wakasa. Xưa, đây là thủ phủ của tỉnh Wakaba và nằm trong lãnh địa của gia tộc Sakai. Ở đây vẫn còn di tích thành Obama. Các điểm tham quan đáng chú ý khác là chùa Myotsu, Sotomo và bãi biển (bãi tắm được). Obama có nghề làm đũa sơn nổi tiếng. Đánh bắt cá là một ngành kinh tế quan trọng của thành phố.
Khi Barack Obama tranh cử tổng thống ở Hoa Kỳ, người dân thành phố Obama đã cổ vũ ông nhiệt liệt với hy vọng khi ông thắng cử và làm tổng thống, thành phố sẽ thu hút được nhiều khách du lịch và nhà đầu tư hơn.